# Кент, Вилли
Вилли «Сладкий медвежонок» Кент (англ. Willie «Sugar Bear» Kent; 24 февраля 1936 года, Инвернесс, Миссисипи, США — 2 марта 2006 года, Чикаго, Иллинойс, США) — американский блюзовый бас-гитарист, певец, автор песен. Восьмикратный лауреат Blues Music Awards в категории «Блюзовый бас-гитарист» (1996, 1997, 1999, 2000, 2002—2005), номинант в той же категории (1998, 2001). .

## Биография
Вилли Кент родился в Миссисипи в 1936 году, был выходцем из семьи издольщиков и собирал хлопок с возраста шести лет. В раннем детстве пел в церкви, но тайком уже с 11 лет пробирался в клуба Highway 61 Harlem Inn чтобы послушать блюз. В 13 лет Вилли Кент уехал в Мемфис, Теннесси, затем во Флориду, затем в 1952 году переехал в Чикаго, где купил свою первую гитару. В 1959 году он присоединился к группе Хадсона Ralph & the Red Tops в качестве водителя, время от времени появляясь на сцене в качестве певца и подменяя брата-басиста Хадсона. Вскоре он стал бас-гитаристом группы постоянно. В 1961 году его пригласил в свою группу Литтл Милтон и Кент стал известен на чикагской блюзовой сцене, получив возможность играть с такими музыкантами как Мадди Уотерс и Литтл Уолтер. В конце 1960-х, уйдя от Милтона, Вилли Кент присоединился к Arthur Stallworth & the Chicago Playboys, а затем выступал с Хипом Линкчейном и Джимми Доукинсом, с которым принял участие в турне по Европе .
В 1971 году Кент и его группа, ставшая известна как Sugar Bear and the Beehives, стала домашней группой в Ma Bea's Lounge в Уэст-Мэдисоне, Чикаго. В течение следующих шести лет эта группа выступала сама и поддерживала приглашённых в клуб музыкантов, таких как Фентон Робинсон, Хьюберт Самлин, Эдди Клируотер, Джимми Джонсон, Кэри Белл, Бастер Бентон, Джон Литтлджон, Кейси Джонс и Майти Джо Янг. Группа была весьма профессиональна, и даже в 1975 год под названием Willie James Lyons выпустила концертный альбом Ghetto.. В 1982 году группа распалась, и Вилли Кент стал постоянным участником группы Эдди Тейлора, в которую тогда входили гитарист Эдди Тейлор, бас-гитарист Вилли Кент, гитарист Джонни Би Мур на гитаре и Ларри Тейлор на барабанах. После смерти Эдди Тейлора Вилли Кент создал собственную группу Willie Kent and the Gents.
Несмотря на то, что он уже долго вращался в музыкальном мире, и даже имел на своём счету участие в альбомах Джимми Джонсона, Лютера Джонсона, Джон Литтлджона, Кэри Белла,  Вилли Кент работал полный рабочий день водителем грузовика, до тех пор, пока ему не исполнилось 50 лет. В 1989 году, после операции на сердце, он оставил работу водителя, и стал полностью профессиональным музыкантом. 
В течение 1990-х активно записывался и гастролировал как в США, так и в Европе. В 2003 году выступал в Новосибирске . Постоянно играл на Fender Precision Bass 1958 года выпуска, приобретённом в 1960 году . 
Вилли Кент признавался самым выдающимся бас-гитаристом по версии журнала Living Blues (1995, 1996, 1997, 1998, 1999, 2001), как бас-гитарист является обладателем France Blues Award (2002, 2003), его альбом Comin' Alive был признан лучшим альбомом 2001 года по версии как критиков, так и читателей журнала Soul Bag (Франция), альбом 1998 года Make Room for the Blues был признан альбомом года в Чикаго.  Альбом 1991 года Ain't It Nice получил премию Библиотеки Конгресса за лучший фолк/блюзовый альбом 1991 года. 
Умер от рака прямой кишки 2 марта 2006 года.
Творчество Вилли Кента описывается как «Звук, возникающий из глубокой блюзовой традиции, гипнотический ритм темпа тела, погружающий вас в суть музыки. Это самая человечная из всех поэзий, 12-тактовый блюз дельты Миссисипи. Это сбалансированный, чистый звук Вест-Сайда Чикаго, где каждый отдельный музыкант создает ансамбль, и где простые музыкальные линии врываются в лабиринты страсти» 
«Как певец он был грубым и сердечным, его стиль уходил корнями в 50-е, хотя с опытом он приобрел сдержанность и тонкость. На басу он был скорее уравновешенным, чем показным» 
«[в своей группе Вилли Кент] обеспечивает ритмически насыщенный звук, который не позволяет ни одному инструменту доминировать. Даже во время соло инструменталисты остаются позади, и играют на поддержке, обеспечивая необычное качество звучания ансамбля: твердый ритм, лежащий в основе мелодических линий. Кроме того, Кент известен своим сильным, очень эмоциональным вокалом, исполняемым с едва сдерживаемым пылом и властным вокальным тембром, напоминающий Джона Ли Хукера и Мадди Уотерса в расцвете сил» .

## Дискография
- 1975 – Ghetto (Storyville Records)
- 1989 – I'm What You Need (Big Boy Records)
- 1991 – Ain't It Nice (Delmark Records)
- 1991 – King of Chicago's West Side Blues (Wolf Records)
- 1993 – Live at B.L.U.E.S. in Chicago (Wolf Records)
- 1994 – Too Hurt to Cry (Delmark Records)
- 1995 – Blues and Trouble (Isabel Records)
- 1996 – Long Way to Ol' Miss (Delmark Records)
- 1998 – Everybody Needs Somebody (Wolf Records)
- 1998 – Make Room for the Blues (Delmark Records)
- 1998 – Who's Been Talking с Лил Эдом Уильямсом (Earwig Music Company)
- 2001 – Comin' Alive! (Blue Chicago Records)[6]